# USS McFarland (DD-237)
USS McFarland (DD-237) là một tàu khu trục lớp Clemson được Hải quân Hoa Kỳ chế tạo vào cuối Chiến tranh Thế giới thứ nhất, đã tiếp tục phục vụ trong Chiến tranh Thế giới thứ Hai, được cải biến thành một tàu tiếp liệu thủy phi cơ AVD-14, và hoạt động cho đến khi xung đột kết thúc. Nó là chiếc tàu chiến duy nhất của Hải quân Hoa Kỳ được đặt tên theo John McFarland (1840-1881), một thủy thủ hải quân trong cuộc Nội chiến Hoa Kỳ từng được tặng thưởng Huân chương Danh Dự.

## Thiết kế và chế tạo
McFarland được đặt lườn vào ngày 31 tháng 7 năm 1918 tại xưởng tàu của hãng New York Shipbuilding Corporation. Nó được hạ thủy vào ngày 30 tháng 3 năm 1920, được đỡ đầu bởi cô Louisa Hughes; và được đưa ra hoạt động vào ngày 30 tháng 9 năm 1920 dưới quyền chỉ huy của Hạm trưởng, Thiếu tá Hải quân Preston B. Haines.

## Lịch sử hoạt động

### Giữa hai cuộc thế chiến
McFarland đã phục vụ được một tháng cùng Hạm đội Đại Tây Dương trước khi nó khởi hành vào ngày 30 tháng 11 năm 1920 để đi sang vùng biển Châu Âu. Trong hai tháng tiếp theo sau, nó hoạt động tại khu vực eo biển Manche, rồi lên đường đi Gibraltar vào ngày 31 tháng 1 năm 1921. Đến ngày 9 tháng 3, nó đi đến Split cho một lượt phục vụ kéo dài bốn tháng tại vùng biển Adriatic; và đến tháng 7, nó tiếp tục đi sang phía Tây, đi đến Constantinople, Thổ Nhĩ Kỳ vào ngày 31 tháng 7 để tham gia Lực lượng Hải quân Hoa Kỳ tại vùng biển Thổ Nhĩ Kỳ.
Chỉ quay về Hoa Kỳ một lần từ ngày 8 tháng 7 đến ngày 22 tháng 10 năm 1922, McFarland tiếp tục ở lại khu vực Hắc Hải và Đông Địa Trung Hải cho đến mùa Xuân năm 1923. Trong giai đoạn này, nó thực hiện các vai trò ngoại giao và nhân đạo cần thiết sau Thế Chiến I, thường xuyên đi đến các cảng Hắc Hải và Tiểu Á, phân phối hàng cứu trợ Hoa Kỳ cho người tị nạn Nga, Hy Lạp và Thổ Nhĩ Kỳ, cũng như cung cấp vận chuyển nhân sự, thư tín và phương tiện liên lạc.
McFarland quay trở về New York, và vào ngày 15 tháng 9 năm 1923 đã gia nhập Hạm đội Tuần tiễu tại Newport, Rhode Island. Trong một cuộc thực tập huấn luyện ngoài khơi Cape Code cùng với các thiết giáp hạm Arkansas, Florida, tàu phụ trợ Antares và một chi hạm đội khu trục, nó bị hư hại nặng vào sáng sớm ngày 19 tháng 9 năm 1923, sau khi bị chiếc Arkansas đâm vào mũi tàu bên mạn trái. Nó được tàu khu trục chị em Sturtevant kéo quay về Xưởng hải quân Boston.
McFarland đã hoạt động dọc theo vùng bờ Đông và vùng biển Caribe trong suốt 17 năm tiếp theo, ngoại trừ hai lần gián đoạn. Lần thứ nhất khi nó đi đến quần đảo Hawaii vào năm 1925 tham gia một cuộc tập trận hạm đội mô phỏng một cuộc tấn công vào Oahu; và một lần thứ hai khi nó được cho xuất biên chế và nằm trong thành phần dự bị tại Philadelphia, Pennsylvania vào năm 1931. Nó trải qua một đợt cải biến thành một tàu tiếp liệu thủy phi cơ, và được xếp lại lớp với ký hiệu lườn mới AVD-14 vào ngày 2 tháng 8 năm 1940. Đến ngày 5 tháng 10, nó được điều động sang Hạm đội Thái Bình Dương.

### Thế Chiến II
Vào ngày 7 tháng 12 năm 1941, McFarland đang hoạt động ngoài khơi Trân Châu Cảng, tiến hành các cuộc cơ động chống tàu ngầm tại Maui. Nhận được tin tức về việc Đế quốc Nhật Bản tấn công, nó tuần tra về phía Tây Nam quần đảo, và quay trở về Oahu vào ngày 9 tháng 12. Trong bảy tháng tiếp theo, nó hoạt động từ Trân Châu Cảng, hoàn tất nhiều chuyến đi đến các đảo Palmyra và Johnston, vận chuyển lực lượng Thủy quân Lục chiến tăng cường phòng thủ các nơi này và đưa thường dân quay lại Hawaii.
McFarland lên đường vào ngày 2 tháng 6 năm 1942 để đi đến khu vực Nam Thái Bình Dương. Nó đi đến Nouméa vào ngày 16 tháng 6, và trong vòng một tháng đã tiếp xúc lần đầu tiên với một tàu ngầm đối phương tại eo biển Bularis vào ngày 15 tháng 7. Đến tháng 8, khi Chiến dịch Guadalcanal diễn ra, nó tiếp tục vai trò tàu tiếp liệu tại khu vực Espiritu Santo-quần đảo Santa Cruz. Được phân nhiệm vụ duy trì cho con đường tiếp liệu luôn hoạt động, nó đã vận chuyển hàng tiếp liệu đến khu vực chiến sự và triệt thoái binh lính Thủy quân Lục chiến bị thương, trong khi các máy bay mà nó tiếp liệu tiến hành các phi vụ trinh sát và chiến đấu.
Vào ngày 16 tháng 10, McFarland đang dỡ hàng hóa và tiếp nhận thương binh tại Lunga Roads khi nó bị chín máy bay ném bom bổ nhào tấn công. Trong khi bảy chiếc đầu tiên ném không trúng đích, chiếc thứ tám đánh trúng một xà lan chở xăng đang cặp bên mạn phải phía sau McFarland; nó được cắt rời khỏi chiếc tàu tiếp liệu thủy phi cơ. Ít nhất một quả bom từ chiếc máy bay thứ chín đã đánh trúng đuôi con tàu, làm hỏng bánh lái và động cơ bẻ lái. Thủy thủ đoàn con tàu tàu đã bắn rơi chiếc máy bay cuối cùng, nhưng cũng bị tổn thất gồm năm người thiệt mạng, sáu người mất tích và 12 người bị thương nặng. Do thành tích trong trận này McFarland được tặng thưởng danh hiệu Đơn vị Tuyên dương Tổng thống
Chiếc tàu tiếp liệu được kéo về đảo Florida, nơi neo đậu trên bãi biển thuộc tuyến luồng phía trên của cảng Tulagi, sau này được đặt tên là luồng McFarland. Nó hoàn tất việc sửa chữa tạm thời lườn tàu vào ngày 26 tháng 11, và lên đường đi Espiritu Santo, nơi nó được sửa chữa thêm để đủ khả năng vượt biển khơi. Vào ngày 17 tháng 12, nó khởi hành đi Trân Châu Cảng, đến nơi vào ngày 29 tháng 12. Khi việc sửa chữa hoàn tất vào ngày 17 tháng 4 năm 1943, McFarland lên đường đi về vùng bờ Tây Hoa Kỳ. Được xếp lại lớp như một tàu khu trục với ký hiệu lườn DD-237 vào ngày 1 tháng 12 năm 1943 và đặt cảng nhà tại San Diego, California cho đến hết chiến tranh, nó hộ tống cho các tàu sân bay khi chúng thực tập huấn luyện và chuẩn nhận hạ cánh tàu sân bay cho phi công hải quân.
Sau khi chiến tranh kết thúc, nó lên đường đi sang vùng bờ Đông vào ngày 30 tháng 9 năm 1945, và được cho ngừng hoạt động tại Philadelphia vào ngày 8 tháng 11 năm 1945. Tên nó được cho rút khỏi danh sách Đăng bạ Hải quân vào ngày 19 tháng 12, và nó được bán cho hãng North American Smelting Company ở Philadelphia để tháo dỡ vào ngày 29 tháng 10 năm 1946.

## Phần thưởng
McFarland được tặng thưởng danh hiệu Đơn vị Tuyên dương Tổng thống cùng hai Ngôi sao Chiến trận do thành tích phục vụ trong Chiến tranh Thế giới thứ hai.